# Pfarrkirche Innervillgraten

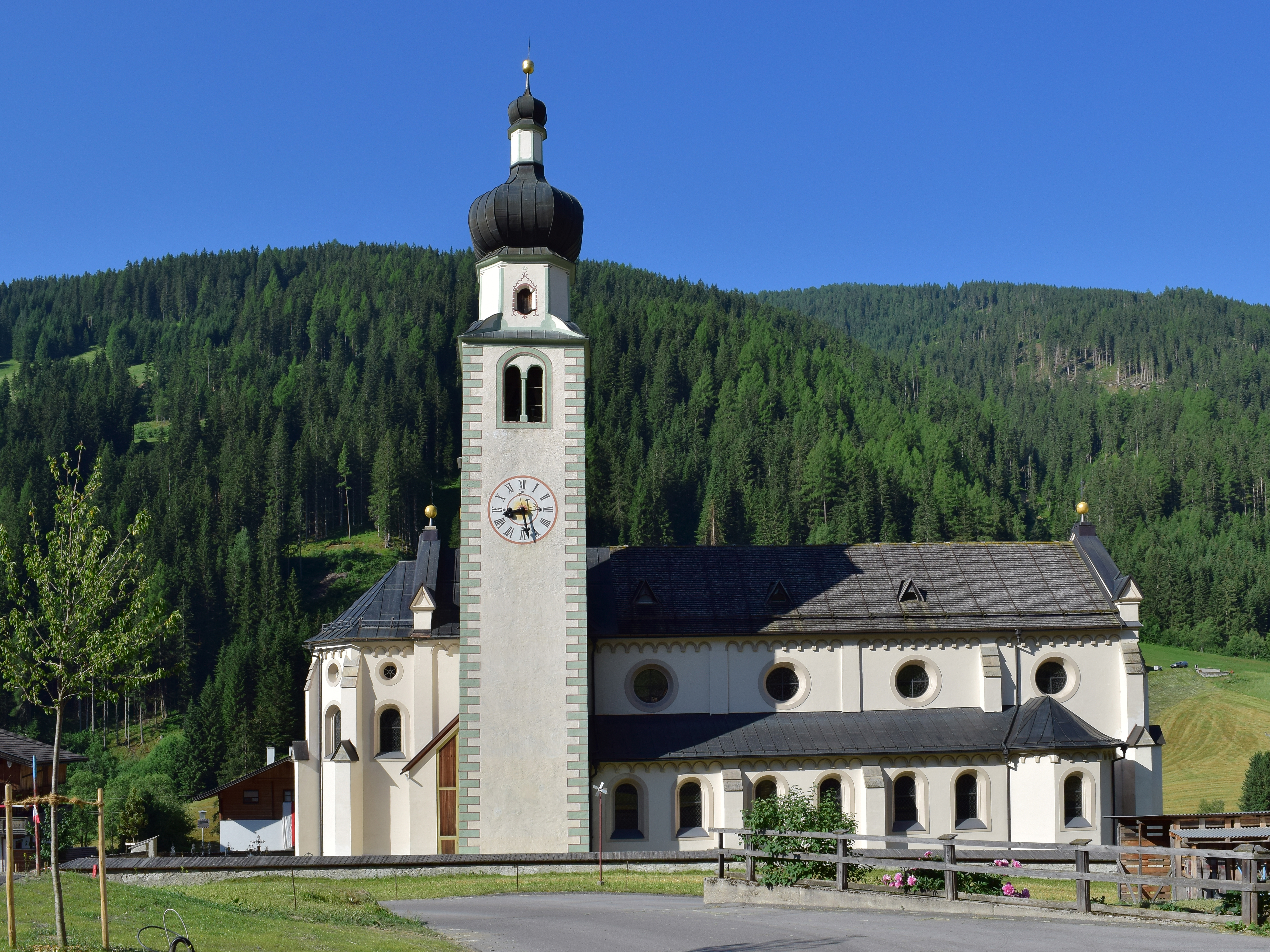
Katholische Pfarrkirche hl. Martin in Innervillgraten

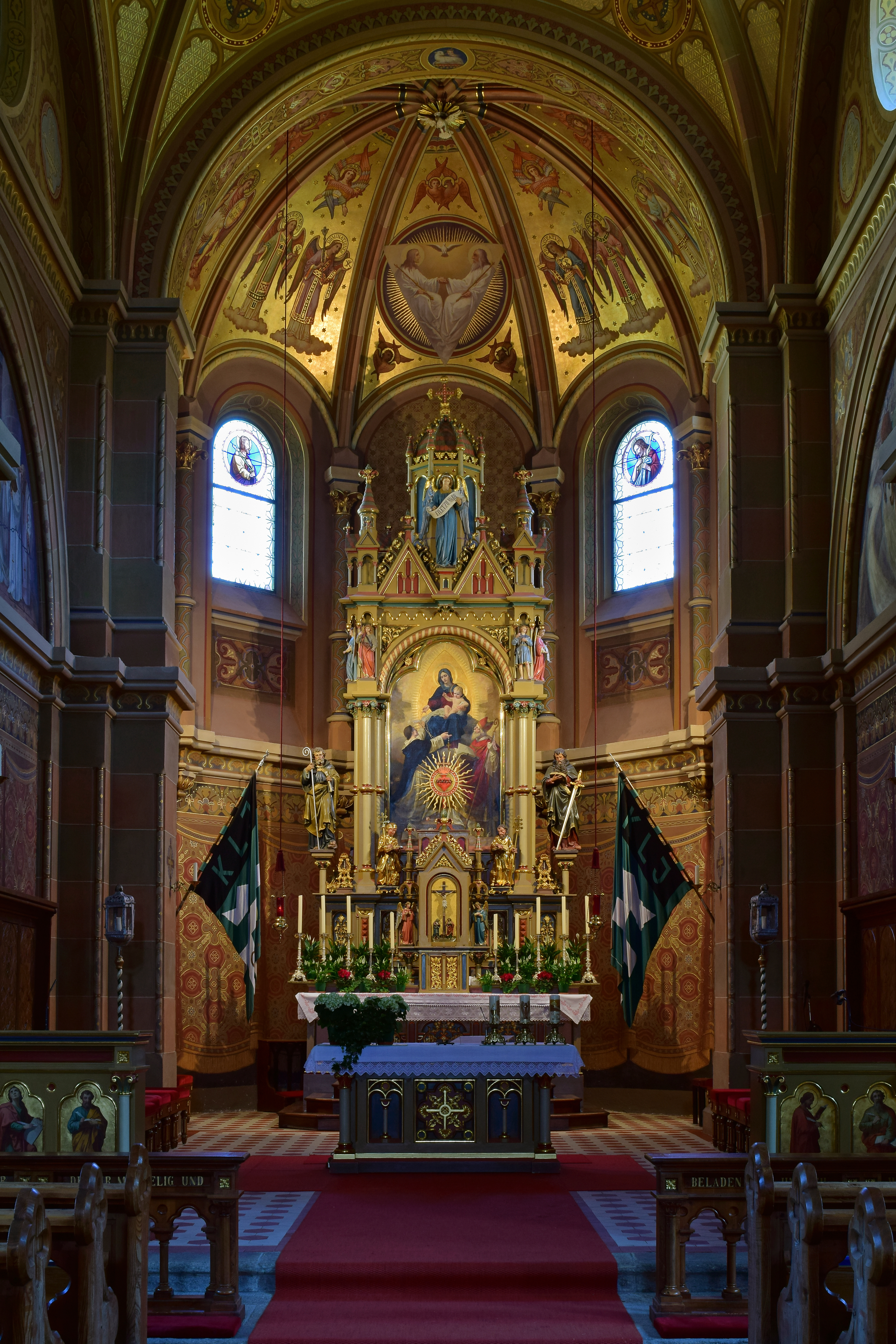
Blick zum Chor

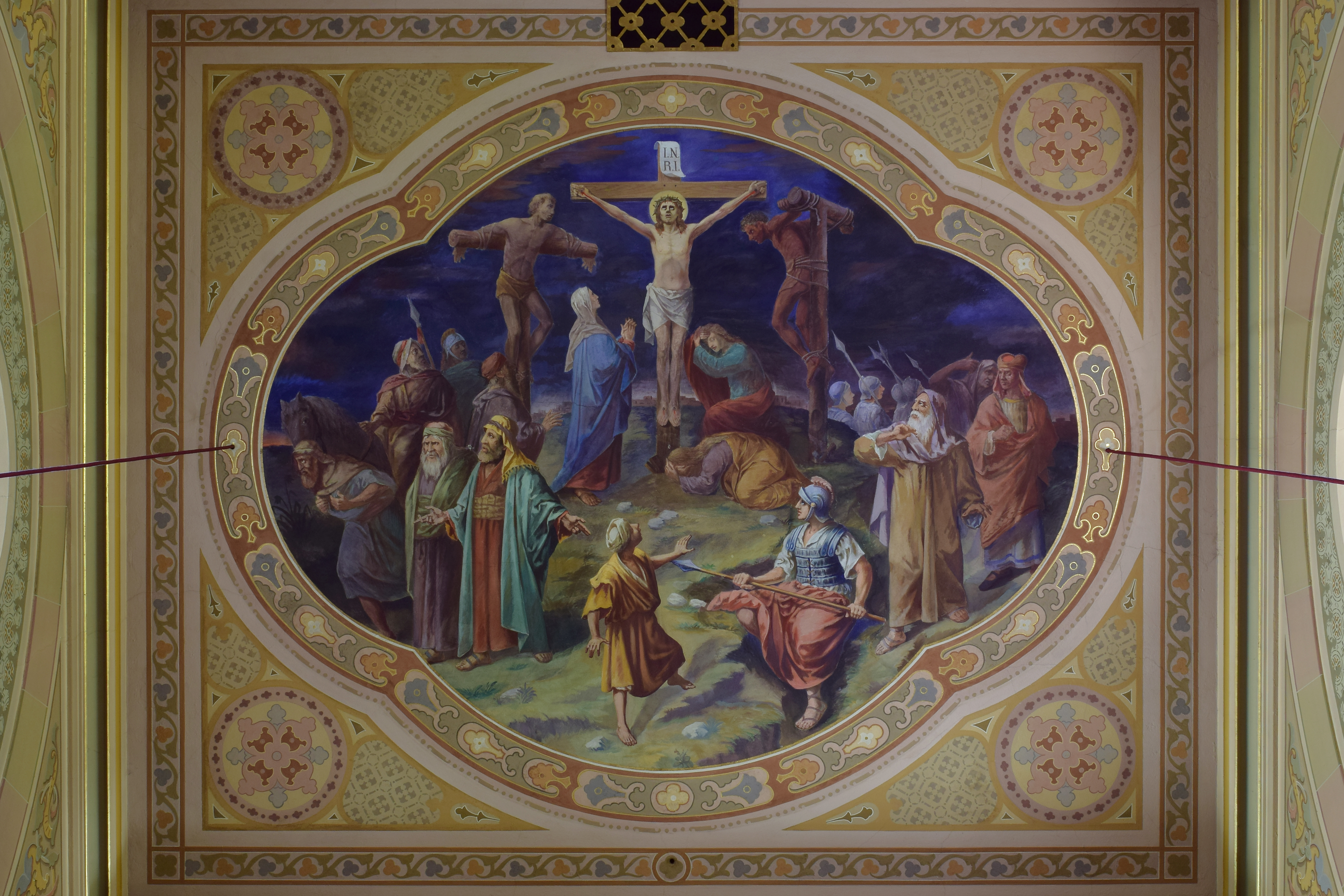
Deckenbild Kreuzigung

Die römisch-katholische Pfarrkirche Innervillgraten steht in verhältnismäßig freier Lage am Dorfrand der Gemeinde Innervillgraten im Bezirk Lienz im Bundesland Tirol. Die dem Patrozinium hl. Martin von Tours unterstellte Pfarrkirche gehört zum Dekanat Sillian in der Diözese Innsbruck. Die Kirche steht unter Denkmalschutz (Listeneintrag).

## Geschichte
1267 wurde ein Pfarrer genannt. Ein gotischer Kirchenbau wurde 1440 geweiht. 1708/1710 wurde die Kirche erneuert. Von 1893 bis 1895 erfolgte ein Neubau nach den Plänen von Pater Johann Maria Reiter OFM und ausgeführt vom Zimmermeister Johann Huber. 

## Architektur
Der für eine Landgemeinde überaus große Kirchenbau mit vorwiegend neuromanischen Architekturelementen und einem älteren Turm ist von einem Friedhof mit einer Umfassungsmauer umgeben.
Der basilikale Kirchenbau unter einem steilen Satteldach hat Seitenschiffe mit Strebepfeilern und einen abgesetzten Chor mit einem polygonalen Schluss, ein Blendbogenfries verläuft am Langhaus und Chor und an den Seitenschiffen, das Hauptportal ist westlich, das Seitenportal südlich. Der Turm steht in der Nordostecke zwischen Langhaus und Chor, der im Kern mittelalterliche Turm wurde 1756 renoviert und 1799 barockisiert, über den gekoppelten Schallfenstern in ein Achteck übergehend trägt er eine Zwiebelhaube mit einer Laterne. Südlich steht der Sakristeianbau. Im hintersten Joch der Seitenschiffe stehen Kapellenanbauten.
Am Chor befindet sich ein Kruzifix von Karl Fürhapter aus dem 19. Jahrhundert.
Das Kircheninnere zeigt die Verwendung von Architekturelementen der Romanik, Gotik, Renaissance und Barock. Die Vorhalle hat querschiffartig seitliche Kapellenanbauten. Das dreischiffige dreijochige Langhaus hat im Hauptschiff eine Flachdecke und im Emporenjoch ein durch einen Rundbogen vom übrigen Langhaus getrenntes Kreuzrippengewölbe, in den Seitenschiffen gibt es verzogene Kreuzgratgewölbe. Der Chorbogen ist rundbogig. Der Chor in der Breite des Hauptschiffes hat ein Joch mit einem Kreuzrippengewölbe und einen Fünfachtelschluss. Die Fenster sind rundbogig.
Die Decken- und Gewölbemalereien schuf Emil Kerle von 1910 bis 1912 fast durchwegs als Kopien nach Gemälden von Fra Angelico bis Gebhard Fugel.

## Ausstattung
Die Altäre schuf August Valentin. Der neuromanische Hochaltar aus 1896 hat einen Aufbau aus Säulen, Giebel, Türmchen, er zeigt das Bild hl. Martin und die Rosenkranzkönigin von Thomas Walch und trägt die Statuen der Heiligen Peter und Paul von August Valentin. Die Seitenaltäre mit gleichem einfacheren Aufbau tragen links die Figur hl. Josef von August Valentin und die spätgotischen Statuen der Heiligen Georg und Ulrich um 1500 sowie rechts die Statuen der Heiligen Isidor, Aloysius und Notburga von August Valentin. Es gibt ein Relief Herz Jesu von Josef Bachlechner dem Älteren um 1900.
Im rechten Seitenschiff zeigt ein Relief Maria mit Papst Leo XIII. von Josef Bachlechner dem Älteren um 1900. In der Taufkapelle steht ein Altar mit dem Bild Tod des hl. Alexander von Anton Molling (1907–1941 Pfarrer von Innervillgraten). In der Vorhalle stehen Statuen der Heiligen Chrysanth und Floria um 1700.
Die Orgel aus 1904 hat ein neuromanistische Gehäuse und ein Prospekt mit zwei Türmen und drei kleineren Feldern.